# Pressian
Pressian (на корейски: 프레시안) е онлайн вестник в Южна Корея, на корейски език. Основан е на 24 септември 2001 г. Неговата цел е да създаде публичен форум за дискусии в целия политически спектър.
В проучване на Sisa Journal от 2004 г. Pressian се класира сред десетте най-добри новинарски източника в страната, сред два други онлайн вестника. Приблизително по това време интернет новините започват да набират значителна популярност в страната. До 2009 г. той се смята за един от двата водещи онлайн вестника, като другият е OhmyNews.